# 吉無田水源
座標: 北緯32度46分27.85秒 東経130度56分18.60秒 / 北緯32.7744028度 東経130.9385000度
吉無田水源（よしむたすいげん）は、熊本県上益城郡御船町に存在する水源である。吉無田水源の森とも呼ばれる。阿蘇山の外輪山の裾野に位置する。名水百選にも選ばれている水源である。

## 概要
現在の吉無田一帯の旧七滝村は水源が無く、耕作が不向きの土地であった。文化年間、肥後藩の下級役人であった光永直継は、地域住民の困窮を見かねて、藩に分収林方式の森林経営を提案。やがて提案が認められ、1815年より藩有林としてスギ、ヒノキの植林事業を開始した。植林は、光永直継の子に引き継がれ、1867年の明治維新まで続き、数百万本もの苗木が植えられたという。植えられた苗木が成長するとともに地域の各水無川では水が流れるようになり、やがて農業用水の建設が可能になったという。
分収林の性格上、数十年サイクルで伐採と植林が行われているが、一部には植林を始めた当初の森林が保存されており、樹齢はまもなく200年に達するものとなっている。現在は国有林化され林野庁（九州森林管理局）が管理している。